# Tommy Flanagan (attore)
Thomas Flanagan, detto Tommy (Glasgow, 3 luglio 1965), è un attore britannico.

## Biografia
Tommy Flanagan è nato a Glasgow ed è cresciuto con la madre dopo l'abbandono del padre quando aveva 6 anni. Prima di intraprendere la carriera di attore, ha svolto svariati mestieri. Ha subito un'aggressione in una discoteca dove faceva il disc jockey; le cicatrici che ha sul volto, il cosiddetto Glasgow smile, sono un segno di quella aggressione.
Viene introdotto nel mondo della recitazione dal suo amico Robert Carlyle e finora ha ricoperto ruoli minori anche in grandi film (Braveheart - Cuore impavido, Il gladiatore, Sin City, The Game - Nessuna regola). È conosciuto anche come interprete del ruolo di Filip "Chibs" Telford in Sons of Anarchy, ricopre tale ruolo anche nello spin-off Mayans M.C.

## Vita privata
È stato sposato dal 1998 al 2001 con la responsabile dei casting Rachel Flanagan per poi risposarsi nel 2007 con Jane Ford; nel 2010 divorzia dalla Ford e due mesi dopo il divorzio si è risposato con la produttrice Dina Livingston con cui ha avuto una figlia, Aunjanue Elizabeth nel 2012.

## Filmografia parziale

### Cinema
- Braveheart - Cuore impavido (Braveheart), regia di Mel Gibson (1995)
- Il Santo (The Saint), regia di Phillip Noyce (1997)
- Face/Off - Due facce di un assassino (Face/Off), regia di John Woo (1997)
- The Game - Nessuna regola (The Game), regia di David Fincher (1997)
- Plunkett & Macleane, regia di Jake Scott (1999)
- Ratcatcher, regia di Lynne Ramsay (1999)
- Il gladiatore (Gladiator), regia di Ridley Scott (2000)
- Sunset Strip, regia di Adam Collis (2000)
- Charlie's Angels - Più che mai (Charlie's Angels: Full Throttle), regia di McG (2003)
- Alien vs. Predator (AVP: Alien vs. Predator), regia di Paul W. S. Anderson (2004)
- Alexander, regia di Oliver Stone
- Trauma, regia di Marc Evans (2004)
- Sin City, regia di Robert Rodriguez e Frank Miller (2005)
- Smokin' Aces, regia di Joe Carnahan (2006)
- Chiamata da uno sconosciuto (When a Stranger Calls), regia di Simon West (2006)
- Max Payne, regia di John Moore (2008)
- Hero Wanted, regia di Brian Smrz (2008)
- Smokin' Aces 2: Assassins' Ball, regia di P. J. Pesce (2010)
- Senza controllo (Running Wild), regia di Alex Ranarivelo (2017)
- Castello di sabbia (Sand Castle), regia di Fernando Coimbra (2017)
- Guardiani della Galassia Vol. 2 (Guardians of the Galaxy Vol. 2), regia di James Gunn (2017)
- Papillon, regia di Michael Noer (2017)
- Killers Anonymous, regia di Martin Owen (2019)
- The Rising Hawk - L'ascesa del falco (The Rising Hawk), regia di John Wynn e Achtem Seitablaev (2019)
- Boon, regia di Derek Presley (2022)
- Sleeping Dogs, regia di Adam Cooper (2024)

### Televisione
- Attila, l'unno (Attila), regia di Dick Lowry – miniserie TV, 2 puntate (2001)
- Sons of Anarchy – serie TV, 90 episodi (2008-2014)
- 24 – serie TV, episodio 7x01 (2009)
- Lie to Me – serie TV, episodio 2x18 (2010)
- Law & Order - Unità vittime speciali (Law & Order: Special Victims Unit) – serie TV, 13x14 (2012)
- Peaky Blinders – serie TV, episodio 1x05 (2013)
- Revenge – serie TV, 3 episodi (2015)
- Gotham – serie TV, episodio 2x10 (2015)
- Motive – serie TV, 4 episodi (2016)
- Wu Assassins – serie TV, 7 episodi (2019)
- Mayans M.C. – serie TV, episodio 2x08 (2019)
- Westworld - Dove tutto è concesso (Westworld) – serie TV, 4 episodi (2020)
- Power Book IV: Force – serie TV, 20 episodi (2022-2023)
- The Perfect Couple, regia di Susanne Bier – miniserie TV, puntate 4-5-6 (2024)
- MobLand – serie TV, episodi 1x01-1x03 (2025)

## Doppiatori italiani
Nelle versioni in italiano delle opere in cui ha recitato, Tommy Flanagan è stato doppiato da:
- Pasquale Anselmo in Sons of Anarchy, Lie to Me, Revenge, Castello di sabbia, Mayans M.C.
- Enrico Di Troia in Braveheart - Cuore impavido, Ratcatcher - Acchiappatopi, The Rising Hawk - L'ascesa del falco
- Vittorio Guerrieri ne Il gladiatore
- Nino Prester in Attila, l'unno
- Vittorio De Angelis in Trauma
- Enrico Pallini in Sin City
- Daniele Valenti in Smokin' Aces
- Loris Loddi in Chiamata da uno sconosciuto
- Francesco Meoni in Hero Wanted
- Andrea Lavagnino in 24
- Antonio Sanna in Law & Order - Unità vittime speciali
- Massimo Corvo in Peaky Blinders
- Fabrizio Temperini in Gotham
- Francesco Prando in Motive
- Mauro Magliozzi in Guardiani della Galassia Vol. 2
- Sergio Lucchetti in Westworld - Dove tutto è concesso
- Luca Graziani in Boon
- Massimo Lodolo in The Perfect Couple
- Gianni Giuliano in MobLand
- Riccardo Lombardo in Sleeping Dogs